# Gnosca
Gnosca är en ort i kommunen Bellinzona i kantonen Ticino, Schweiz. 
Gnosca var tidigare en egen kommun, men den 2 april 2017 inkorporerades Gnosca och elva andra kommuner i Bellinzona.